# Elops saurus

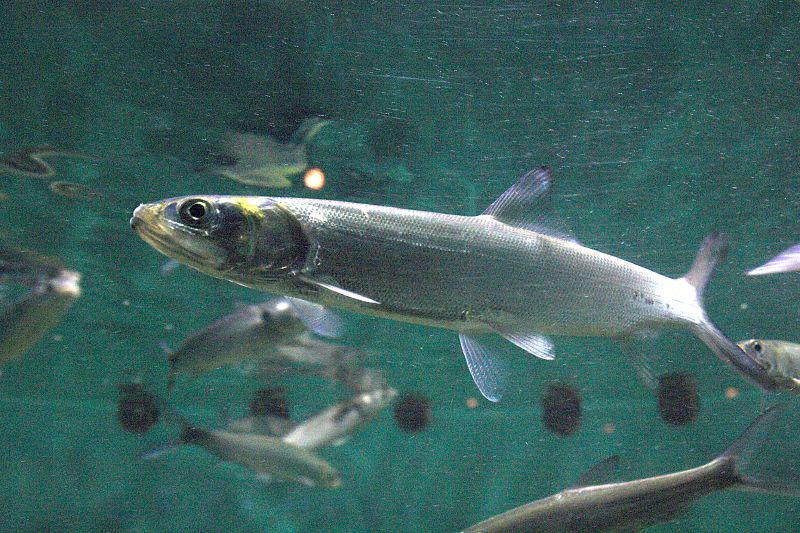
Exemplar a l'aquàrium de Nova Orleans

Elops saurus és una espècie de peix pertanyent a la família dels elòpids.

## Descripció
- Pot arribar a fer 100 cm de llargària màxima (normalment, en fa 60) i 10,1 kg de pes.
- És platejat en general amb la superfície superior blavenca.
- 25-29 radis tous a l'aleta dorsal i 16-19 a l'anal.
- 73-85 vèrtebres.
- Escates petites, tenint-ne més de 100 a la línia lateral.[3][4][5][6][7]

## Reproducció
Fresa al mar obert i el desenvolupament de les larves està marcat per canvis profunds en la forma del cos caracteritzat per dos períodes d'augment de la longitud intercalats per un altre de disminució.

## Alimentació
Menja principalment crustacis i peixets.

## Depredadors
Als Estats Units és depredat per Carcharhinus leucas.

## Hàbitat
És un peix d'aigua marina i salabrosa, associat als esculls, amfídrom i de clima subtropical (29°N-17°S) que viu fins als 50 m de fondària.

## Distribució geogràfica
Es troba a l'Atlàntic occidental: des del cap Cod (els Estats Units), Bermuda i el nord del golf de Mèxic fins al sud del Brasil.

## Ús comercial
Es comercialitza fresc, en salaó i congelat, però és considerat un peix de segona categoria.

## Observacions
És inofensiu per als humans.